# Übelsberg
Der Übelsberg ist ein 651,3 m ü. NHN hoher Berg im Südharz. Er liegt zwischen Sieber und Bad Lauterberg im gemeindefreien Gebiet Harz des niedersächsischen Landkreises Göttingen (Deutschland).

## Geographie

### Lage
Der Übelsberg liegt im Naturpark Harz zwischen Sieber im Nordwesten und Bad Lauterberg im Süden. Er befindet sich auf der Wasserscheide zwischen der im Süden fließenden Graden Lutter, die vom am Berg entspringenden Übelsbach gespeist wird, und der im Osten verlaufenden Krummen Lutter, in welche die nördlich des Bergs entspringende Schadenbeek mündet. Über einen Bergrücken ist der Berg im Norden mit der Aschentalshalbe und im Süden mit dem Mittelberg verbunden.

### Naturräumliche Zuordnung
Der Übelsberg gehört in der naturräumlichen Haupteinheitengruppe Harz (Nr. 38), in der Haupteinheit Oberharz (380) und in der Untereinheit Südlicher Oberharz (380.8) zum Naturraum Oderbergland (380.81).

## Schutzgebiet und Bewaldung
Auf dem Übelsberg liegen Teile des Landschaftsschutzgebiets Harz (Landkreis Göttingen) (CDDA-Nr. 321403; 2000 ausgewiesen; 300,112 km² groß). Der Berg ist hauptsächlich mit Fichten bewachsen, auf dem Südhang teilweise auch mit Buchen. Im Jahre 1596 war er gerodet, und 1630 gab es dort Fichten.

## Quelle
- Topographische Karte Bad Lauterberg, Nr. 4328, Maßstab 1:25.000 (TK25), 2. Auflage München 2011, ISBN 978-3-89435-423-7